# 氷川きよし・演歌名曲コレクション4〜番場の忠太郎〜
『氷川きよし・演歌名曲コレクション4〜番場の忠太郎〜』は、日本の演歌歌手氷川きよしのアルバムである。2004年9月1日発売。発売元はコロムビアミュージックエンタテインメント。

## 収録曲

### ディスク1
1. 番場の忠太郎(5:23) 
作詞：松井由利夫／作曲：水森英夫／編曲：伊戸のりお
2. 霧の中の愛子(4:26)
作詞：仁井谷俊也／作曲：伊藤雪彦／編曲：伊戸のりお
3. 青龍(4:44)
作詞：麻こよみ／作曲：杜奏太朗／編曲：石倉重信
4. ハマナス旅情(4:41)
作詞：仁井谷俊也／作曲：水森英夫／編曲：伊戸のりお
5. 人情取手宿(4:31)
作詞：松井由利夫／作曲：水森英夫／編曲：伊戸のりお
6. 東京夢の街(4:15)
作詞：菅麻貴子／作曲：桧原さとし／編曲：伊戸のりお
7. 赤い傘(4:30)
作詞：麻こよみ／作曲：杜奏太朗／編曲：石倉重信
8. きよしのドドンパ(4:46)
作詞：かず翼／作曲：水森英夫／編曲：伊戸のりお

### ディスク2
1. 赤いランプの終列車(3:23)
作詞：大倉芳郎／作曲：江口夜詩／編曲：石倉重信
オリジナル歌唱：春日八郎
2. 東京の花売娘(3:18)
作詞：佐々詩生／作曲：上原げんと／編曲：石倉重信
オリジナル歌唱：岡晴夫
3. おんな船頭唄(3:26)
作詞：藤間哲郎／作曲：山口俊郎／編曲：石倉重信
オリジナル歌唱：三橋美智也
4. 銀座九丁目水の上(3:32)
作詞：藤浦洸／作曲：上原げんと／編曲：石倉重信
オリジナル歌唱：神戸一郎
5. 小島通いの郵便船(3:46)
作詞：上尾美代志／作曲：平川英夫／編曲：石倉重信
オリジナル歌唱：青木光一
6. 骨まで愛して(3:36)
作詞：川内和子／作曲：文れいじ／編曲：石倉重信
オリジナル歌唱：城卓矢
7. 高原列車は行く(3:26)
作詞：丘灯至夫／作曲：古関裕而／編曲：石倉重信
オリジナル歌唱：岡本敦郎
8. 無情の夢(3:22)
作詞：佐伯孝夫／作曲：佐々木俊一／編曲：石倉重信
オリジナル歌唱：児玉好雄
9. 湯島の白梅(3:52)
作詞：佐伯孝夫／作曲：清水保雄／編曲：石倉重信
オリジナル歌唱：小畑実、藤原亮子
10. 誰か故郷を想わざる(3:20)
作詞：西條八十／作曲：古賀政男／編曲：石倉重信
オリジナル歌唱：霧島昇